# Brujotecnia
Brujotecnia es el quinto álbum del grupo argentino Los Brujos, y el primero en vivo. Fue grabado en vivo en la Usina del Arte. El show contó con los temas clásicos de la banda reversionados en clave «tecnoespacial». Mas dos temas nuevos: El doctor y Nacido en Xixax (este último un cover de Nina Hagen).
Según Gabriel Guerrisi, «Brujotecnia es el clásico show de Los Brujos, pero pasado por un filtro experimental»

## Lista de canciones
| N.º   | Título                 | Duración |  |
| 1.    | «Capicua»              | 2:16     |  |
| 2.    | «La bomba»             | 3:24     |  |
| 3.    | «El doctor»            | 5:05     |  |
| 4.    | «Canción del cronopio» | 3:20     |  |
| 5.    | «Gente pelea»          | 3:12     |  |
| 6.    | «Nacido en Xixax»      | 3:17     |  |
| 7.    | «Tu papi no me quiere» | 3:14     |  |
| 8.    | «No soy John»          | 3:21     |  |
| 9.    | «Pong»                 | 2:26     |  |
| 10.   | «Buen humor»           | 4:10     |  |
| 11.   | «El viaje de Gagarin»  | 5:52     |  |
| 12.   | «Psicosis total»       | 2:55     |  |
| 13.   | «La hiena»             | 6:42     |  |
| 14.   | «No matarás»           | 2:42     |  |
| 15.   | «Aguaviva»             | 4:07     |  |
| 16.   | «Piso liso»            | 2:42     |  |
| 58:42 |                        |          |  |

## Créditos
- Elle Iluminati (Ricky Rua): Idea General.
- ZPQ (Alejandro Alaci): Voces y sintetizador.
- Meeno (Quique Ilid): Batería y sintetizador.
- Huinka (Fabio Rey Pastrello): Guitarra y sintetizador.
- Etna Rocker (Gabriel Guerrisi): Guitarra y sintetizador.
- Rudie Martinez: Sintetizadores.
- Gregorio A. Martinez: Bajo y sintetizador.

## Producción
- Producción artística: Los Brujos.
- Producción indumental: Vero Ivaldi.
- Arte gráfico: Pablo Gerson
- Grabación: Pablo Silvestri
- Masterización: Pablo Brizuela
- Fotografía: Diego Moyano
- Producción ejecutiva: Santiago Ruiz
- Agradecimientos: Joan Sprei - Juan Bordón
- Criatura reptil